# الهند 2020 (كتاب)
كتاب الهند 2020 (بالإنجليزية: India 2020)‏، هو رؤية للألفية الجديدة من تاليف أبو بكر زين العابدين عبد الكلام، الرئيس الحادي عشر للهند، (2002 - 2007) قام بتأليفه قبل توليه منصب الرئيس مع واي. س. راجان. يقدم الكتاب تصورا لمستقبل -الهند- هذا البلد في ضوء العلم والتطور التكنولوجي وبالاستناد إلى مجموعة من المؤشرات التي تميز الهند عن غيرها من الدول. من خلال رؤية رسمها عبد الكلام مع فريق مكون من 500 خبير. (نشر 1998 - نيويورك ISBN 0-670-88271-2).

## مقدمة
يبحث الكتاب عمق ضعف وقوة الهند، كأمة، ويقدم رؤية كيف يمكن للهند أن تخرج من بين أربع قوى الاقتصادية الأولى في العالم بحلول عام 2020. ويركز الكتاب عن حديث مع فتاة شابة من الذين التقى بهم الدكتور عبد الكلام وطلب منها سائلاً «ما هو حلمك» حيث أجابت الفتاة «أريد أن أعيش في الهند المتقدمة.»
في كتابه الهند 2020 يدافع بشدة عن خطة عمل لتطوير الهند، وتحويلها إلى قوة عظمى في مجال المعلومات، وإلى دولة متطورة بحلول عام 2020. ويطرح في الكتاب وجهة نظر بأن على الهند اتخاذ موقف أكثر حزما في مجال العلاقات الدولية، ويعتبر عمله في برنامج الأسلحة النووية الهندية كوسيلة لتأكيد وضع الهند كدولة عظمى في المستقبل.
وقد أعطى الدكتور عبد الكلام نبذة حول سبل تطوير الهند بحلول عام 2020. وقد أنشأ هدفا لجميع الشباب في الهند حول كيفية جعل الهند متقدمة بحلول عام 2020.
وقال عبد الكلام أيضا أنه ينبغي أن يكون حلم كل المواطنين أن يروى الهند بلد متقدم، عندها فقط الحلم سيتحقق. ويضع عبد الكلام تصوراته المستقبلية لأوضاع الهند المختلفة ويقدم في كتابه أرقاما تم حسابها بدقة في تقديم الشكل الجديد للهند في 2020.

## دولة متقدمة
يتساءل الكتاب عن العوامل التي قد تجعل من الهند دولة متقدمة موردا بعض المؤشرات التي تتعلق بغنى الأمة والتي تتمثل بشكل أساسي بإجمالي الإنتاج الداخلي وتوازن المدفوعات واحتياطي العملات الأجنبية ومتوسط دخل الفرد إضافة إلى تجارتها وحصتها في التجارة العالمية.

## فصول الكتاب
وتنقسم صفحات الكتاب الـ 300 إلى 12 فصلا:
- ماذا تتصور البلدان لأنفسها؟
- تطور تقنية الرؤية 2020
- الأغذية والزراعة والصناعة
- الموارد والمستقبل
- الثروة الكيميائية

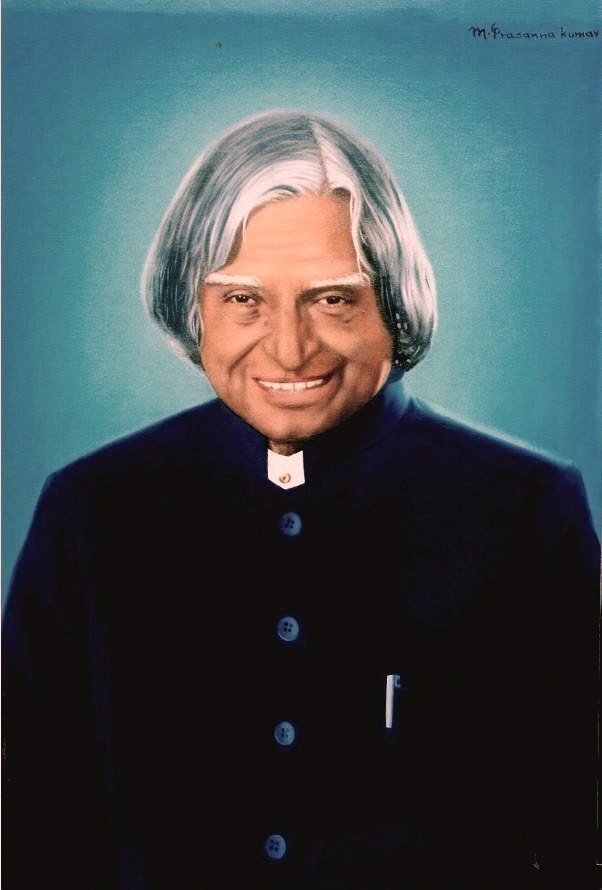
د.عبد الكلام مؤلف كتاب الهند 2020

- الصناعات الكيماوية والبيولوجية والصحة
- صناعة المستقبل
- خدمات وثروة الشعب
- الصناعات الإستراتيجية
- الرعاية الصحية للجميع
- تمكين البنية التحتية
- تحقيق الرؤية

### ماذا تتصور البلدان لأنفسها؟
ويورد الكتاب تجارب بعض الدول المتطورة مثل الولايات المتحدة الأميركية وأوروبا وماليزيا والصين واليابان مقدما الدعامات الأساسية التي انطلقت منها كل دولة من هذه الدول حتى خلقت بصمتها الخاصة بها.

### تطور تقنية الرؤية 2020
ويفرد الكتاب فصلا كاملا للحديث عن رؤية الهند التكنولوجية للعام 2020 استنادا إلى قدراتها الأساسية مشيراً إلى دور الكفاءات الأساسية المحلية في تطوير هذه الصناعة.

### الأغذية والزراعة والصناعة
وفي الفصل الرابع يتحدث الكتاب عن الغذاء والزراعة والصناعات الغذائية كمقوم أساسي للتطور الهندي مقدما جدولا عن حاجات المستقبل والتحديات التي قد تواجهها الزراعة في الهند والمشاكل البيئية والضغوط العالمية.

### الصناعات الكيماوية والبيولوجية والصحة
كما يعرج الكتاب على الصناعات الكيميائية والثروات البيولوجية الحيوية مشددا على ضرورة اكتشاف قواعد المعرفة التقليدية بالبدء باستثمار متواضع نسبيا لاستنباط الثروات البيولوجية الحيوية.
ويؤكد الكتاب على أهمية تطوير الصناعة بصفتها تشكل دعامة أساسية لتقدم أي بلد من البلدان مشيراً إلى أهمية التركيز على هندسة المعلوماتية والقطاعات الهندسية والنسيجية.

### خدمات وثروة الشعب
ويناقش الكتاب كذلك قطاع الخدمات باعتباره ثروة وجزءاً رئيسياً من الاقتصاد إضافة إلى مساهمته بجزء كبير من الاقتصاد المحلي مؤكدا على التركيز على اتصالات التسويق وخدمات تطوير التجارة والسياحة والموارد البشرية.

### الصناعات الاستراتيجية
وتحت عنوان القوة تحترم القوة يمر الكتاب على قضية التطور العسكري الذي يجب أن يكون مقترنا بالأمن الغذائي والاقتصادي والتكنولوجيا وتطوير الأنظمة النووية والبحثية وصناعات الصواريخ والأقمار الصناعية واجهزة الاستشعار المتطورة.

### الرعاية الصحية للجميع
ولا يغفل الكتاب العناية الصحية ودورها في تطوير الهند وذلك باعتماد خطة تقوم على منع الأمراض وتفاديها والاهتمام بمياه الشرب والصرف الصحي.

### تمكين البنية التحتية
ويختتم الكتاب بالحديث عن البنى التحتية الداعمة لتطور الهند والتي تتمثل بشكل أساسي بقطاع الكهرباء والطاقة والتكنولوجيا والتركيز على وحدات التصنيع التي تشمل المصانع الكبيرة والمتوسطة والقطاعات بالغة الصغر والشركات متعددة الجنسيات والإعلام الإيجابي.

## اقتباسات
اقتباسات من كتاب الهند 2020:
| الهند 2020 (كتاب) | تقدم ونمو الهند بحلول عام 2020، أو حتى قبل ذلك، ليس حلما، ليس من الضروري أن يكون مجرد رؤية في أذهان كثير من الهنود إنها مهمة يمكننا جميعا أن نصل بها إلى النجاح | الهند 2020 (كتاب) |

| الهند 2020 (كتاب) | إن تنمية الشعوب تبدأ بإعطائها الأولوية وتطوير البنى التحتية والبشرية والثقافية لهذه الشعوب حتى تمضي في طريقها للحاق بالأمم المتقدمة" | الهند 2020 (كتاب) |

| الهند 2020 (كتاب) | أن العالم يتقدم بسرعة فائقة وإن المفاهيم تتغير بسرعة كذلك بفعل العولمة التي بدأت تطوي العالم. فالأمن القومي تغير مفهومه ولم يعد يعني فقط قضايا الدفاع وتطوير السلاح وإنما يرتبط بقضايا التجارة والاقتصاد والاستثمار واستخدام المعرفة العلمية | الهند 2020 (كتاب) |